# 济南东站 (济南地铁)
济南东站（建设时工程名为新东站、济南新东站）是济南轨道交通3号线与规划中的6号线的地铁换乘站，位于中华人民共和国山东省济南市历城区鲍山街道济南东站站前南广场地下，2019年12月28日投入运营。

## 运营
地铁3号线在22:00运营结束后，会开行4列由机场南站发往龙洞站的“大站快车”，本站可正常上下车。到达本站时间分别为22:30、22:45、23:05、23:25。

## 车站构造
本站位于国铁济南东站站前南广场正下方，为3号线、6号换乘站，车站现状为华瑞冶金设备有限公司、济南济新电机有限公司等各类厂房及农田；周边规划以商业、铁路、绿地为主。
车站与6号线采用岛-岛“T”型换乘，3号线为地下二层站，6号线为地下三层站，3号线部分先期实施，结构预留与6号线的换乘条件。
车站地下一层为3号线、6号共用站厅层，站厅公共区位于中部，公共区南侧为3号线设备区，北侧为国铁济南东站的出站通道。地下二层3号线的站台层及6号线的设备层，车站3号线、6号线有效站台宽度均为14m，3号线南北两端为设备用房区。地下三层为6号线的站台层。

## 出入口
共设置8个出入口。
| 編號      | 指示                         |
| --------- | ---------------------------- |
| 出口 · 1L | 通往东公交枢纽               |
| 出口 · 2L | 通往西公交枢纽（BRT公交）    |
| 出口 · 3L | 通往东车库（B/E/F区）        |
| 出口 · 4L | 通往西车库（A/C/D区）        |
| 出口 · 5L | 通往高铁进站厅、网约车乘车点 |
| 出口 · 6L | 通往高铁进站厅               |
| 出口 · 7L | 通往南广场（东口）           |
| 出口 · 8L | 通往南广场（西口）           |

### 临近地点
- 济南东站
- 济南东站公交枢纽
- 王舍人实验中学